# Станица Голе
Станица Голе Раичковић је била српска и југословенска рукометашица. Са репрезентацијом Југославијом освојила је сребрну медаљу на Светском првенству 1990. и златну медаљу на Медитернаским играма 1991. За сениорску репрезентацију одиграла је 67 утакмица и постигла 72 гола. Била је на припремама репрезентације за Олимпијске игре 1992. године, међутим Југославија није учествовала због санкција и после тога је завршила каријеру.
Била је део златне генерације Радничког са којим је освојила Куп шампиона 1984, Куп купова 1986, 1991. и 1992. као и осам титула првака државе.
Преминула је 2014. у Београду после дуже болести.